# Episteme expansa
Episteme expansa är en fjärilsart som beskrevs av Jordan 1912. Episteme expansa ingår i släktet Episteme och familjen nattflyn. Inga underarter finns listade i Catalogue of Life.